# شاخص توسعه فناوری اطلاعات و ارتباطات
شاخص توسعه فناوری اطلاعات و ارتباطات (به انگلیسی: ICT Development Index) (اختصاری IDI) عبارت است از شاخص منتشر شده توسط اتحادیه بین‌المللی مخابرات سازمان ملل بر مبنای معیارهای مورد توافق بین‌المللی در حوزه فناوری اطلاعات و ارتباطات. این شاخص ابزار با ارزشی برای محک زدن مهمترین معیارهای اندازه‌گیری جامعه اطلاعاتی می‌باشد. IDI استانداردی است که دولت‌ها، متصدیان فاوا، آژانس‌های توسعه، محققین و دیگر بازیگران این حوزه می‌توانند برای اندازه‌گیری شکاف دیجیتالی و مقایسه عملکرد فاوا در کشورهای مختلف به کار برند. شاخص توسعه فناوری اطلاعات و ارتباطات بر مبنای یازده معیار فاوا بنا شده است و در سه زیر شاخه دسترسی، مصرف و مهارت‌ها گروه‌بندی شده‌اند.
زیر شاخص دسترسی، سطح آمادگی زیرساختی فاوا را اندازه‌گیری می‌کند و شامل پنج معیار و زیر ساخت دسترسی می‌باشد:
- تلفن ثابت
- تلفن همراه
- پهنای باند بین‌المللی
- خانوارهای دارای رایانه
- خانوارهای دارای اینترنت

زیر شاخص مصرف، میزان به کارگیری فاوا را اندازه‌گیری می‌کند و شامل سه معیار مصرف می‌باشد:
- کاربران اینترنت
- پهن باند ثابت (از طریق کابل)
- پهن باند موبایل

زیر شاخص مهارت‌ها، توانمندی‌ها و شاخص‌های ورودی پیش نیاز و ضروری را اندازه‌گیری می‌کند. این شاخص شامل سه معیار می‌شود:
- میزان بزرگسالان با سواد
- میزان ثبت نام در مقطع دوم تحصیلی (مثلاً مقطع راهنمایی تحصیلی یا دبیرستان)
- میزان ثبت نام در مقطع سوم تحصیلی (مثلاً مقطع دبیرستان یا دانشگاه)

در مقایسه با دو شاخص دیگر، زیرشاخص مهارت‌ها وزن کمتری در اندازه‌گیری IDI دارا است.

## سی کشور اول
در زیر لیست ۳۰ کشور اول از لحاظ شاخص توسعه فاوا در سال ۲۰۱۳ قرار دارند.
| رتبه | کشور                | امتیاز |
| ---- | ------------------- | ------ |
| ۱    | کره جنوبی           | ۸.۸۸   |
| ۲    | دانمارک             | ۸.۸۵   |
| ۳    | سوئد                | ۸.۶۷   |
| ۴    | ایسلند              | ۸.۶۴   |
| ۵    | بریتانیا            | ۸.۵۰   |
| ۶    | نروژ                | ۸.۳۹   |
| ۷    | هلند                | ۸.۳۸   |
| ۸    | فنلاند              | ۸.۳۱   |
| ۹    | هنگ کنگ             | ۸.۲۸   |
| ۱۰   | لوکزامبورگ          | ۸.۲۶   |
| ۱۱   | ژاپن                | ۸.۲۲   |
| ۱۲   | استرالیا            | ۸.۱۸   |
| ۱۳   | سوئیس               | ۸.۱۱   |
| ۱۴   | ایالات متحده آمریکا | ۸.۰۲   |
| ۱۵   | موناکو              | ۷.۹۳   |
| ۱۶   | سنگاپور             | ۷.۹۰   |
| ۱۷   | آلمان               | ۷.۹۰   |
| ۱۸   | فرانسه              | ۷.۸۷   |
| ۱۹   | نیوزیلند            | ۷.۸۲   |
| ۲۰   | آندورا              | ۷.۷۳   |
| ۲۱   | استونی              | ۷.۶۸   |
| ۲۲   | ماکائو              | ۷.۶۶   |
| ۲۳   | کانادا              | ۷.۶۲   |
| ۲۴   | اتریش               | ۷.۶۲   |
| ۲۵   | بلژیک               | ۷.۵۷   |
| ۲۶   | جمهوری ایرلند       | ۷.۵۷   |
| ۲۷   | بحرین               | ۷.۴۰   |
| ۲۸   | اسپانیا             | ۷.۳۸   |
| ۲۹   | اسرائیل             | ۷.۲۹   |
| ۳۰   | مالت                | ۷.۲۵   |